# Unedogemmula indica
Unedogemmula indica é uma espécie de gastrópode do gênero Unedogemmula, pertencente a família Turridae.